# Thrypticocirrus contortuplicata
Thrypticocirrus contortuplicata is een mosdiertjessoort uit de familie van de Smittinidae. De wetenschappelijke naam van de soort is, als Mucronella contortuplicata, voor het eerst geldig gepubliceerd in 1909 door Calvet.